# Dieter Müller (Fußballspieler, 1954)
Dieter Müller (* 1. April 1954 in Offenbach am Main als Dieter Kaster) ist ein ehemaliger deutscher Fußballspieler und zwölfmaliger Nationalspieler. Der zweimalige Bundesliga-Torschützenkönig gewann mit dem 1. FC Köln 1978 die deutsche Meisterschaft sowie 1977 und 1978 den DFB-Pokal. Mit Girondins Bordeaux wurde er 1984 und 1985 französischer Meister. Mit der Nationalmannschaft war er 1976 Finalist bei der Europameisterschaft. Von 2000 bis 2012 war er Präsident von Kickers Offenbach. Heute betreibt er eine Fußballschule.

## Vereinskarriere
Dieter Müller wuchs im hessischen Dreieich-Götzenhain auf. Er bestritt insgesamt 303 Bundesligaspiele für die Vereine Kickers Offenbach, 1. FC Köln, VfB Stuttgart und 1. FC Saarbrücken und schoss dabei 177 Tore. Damit steht er auf Platz 9 der Liste der erfolgreichsten Torschützen. 1977 und 1978 war er mit 34 bzw. 24 Toren Torschützenkönig der Fußball-Bundesliga.
Seine Profikarriere begann der damalige Jugendnationalspieler in der Saison 1972/73 bei Kickers Offenbach noch unter seinem Geburtsnamen Dieter Kaster (Vater Heinz Kaster spielte u. a. bei Eintracht Frankfurt). Erst nach dem Wechsel 1973 zum 1. FC Köln übernahm er den Nachnamen seines Adoptivvaters und nannte sich Dieter Müller.
Mit dem 1. FC Köln wurde Dieter Müller 1978 Deutscher Meister sowie 1977 und 1978 DFB-Pokalsieger. Zudem war er zweimal Torschützenkönig des DFB-Pokals, wobei er 1977 Ernst Willimowskis Rekord von 14 Toren in einer Austragung einstellte und ein Jahr später mit 8 Toren erneut bester Torschütze wurde. Herausragend waren seine sechs Tore am 17. August 1977 beim 7:2-Sieg im Bundesligaspiel gegen Werder Bremen, ein bis heute gültiger Rekord. Auch aufgrund dieser Leistung wurde er von den Lesern des Kölner Express zu Kölns Stürmer des Jahrhunderts gekürt.
Nach einem Intermezzo beim VfB Stuttgart in der Saison 1981/82 wechselte Müller nach Frankreich zu Girondins Bordeaux. Dort spielte er mit Spielern wie Tigana und Giresse zusammen und gewann noch zweimal den Meistertitel (1984 und 1985). Er zählt zu den wenigen deutschen Fußballern, die insgesamt mehr als 200 Erstligatore erzielt haben.
In der Geschichte des UEFA-Pokals ist Müller mit 29 Treffern zusammen mit Jupp Heynckes (Borussia Mönchengladbach) der dritterfolgreichste Torjäger hinter Henrik Larsson (Celtic Glasgow, Helsingborgs IF) mit 40 Toren und Waldo (FC Valencia) mit 31 Toren.

## Nationalmannschaft
Von Müllers Einsätzen in der Nationalmannschaft bleiben vor allem jene Spiele während der Fußball-Europameisterschaft 1976 in Erinnerung, als er als Debütant Torschützenkönig wurde und maßgeblich dazu beitrug, dass die DFB-Mannschaft ins Finale einzog. Müller wurde bei seinem ersten Länderspiel gegen Jugoslawien in der 79. Minute beim Spielstand von 1:2 eingewechselt und erzielte mit der ersten Ballberührung den 2:2-Ausgleich. In der Verlängerung erzielte er zwei weitere Tore zum 4:2-Sieg.
Er absolvierte – mutmaßlich wegen Meinungsverschiedenheiten mit dem damaligen Bundestrainer Helmut Schön – insgesamt nur zwölf Länderspiele. Dennoch nahm er an der Fußball-Weltmeisterschaft 1978 in Argentinien teil, da Schön auf den Torschützenkönig der Fußball-Bundesliga kaum verzichten konnte. Dort gelangen ihm gegen Mexiko und die Niederlande zwei Treffer. Sein letztes Länderspiel war die als „Schmach von Córdoba“ in die Geschichte eingegangene Niederlage im letzten WM-Spiel gegen Österreich.

## Präsidentschaft beim OFC Kickers
Auf der Jahreshauptversammlung des Zweitligaabsteigers Kickers Offenbach im Dezember 2000 wurde Dieter Müller von Vereinsmanager Klaus Gerster zum Präsidenten vorgeschlagen und mit großer Mehrheit zum Nachfolger von Lothar Winkler gewählt. Nach seinen Aussagen hat er den Verein übernommen, als dieser sechs Millionen Mark Schulden hatte und acht Punkte vom Klassenerhalt entfernt war. 2005 gelang dem Verein der Wiederaufstieg in die 2. Bundesliga, dem aber drei Jahre später ein erneuter Abstieg folgte. Gegen Ende seiner Amtszeit erfolgte der Umbau des Stadions am Bieberer Berg durch die Stadt Offenbach. Der Verein musste im Gegenzug seine Profiabteilung in eine Kapitalgesellschaft ausgliedern. Das Stadion wurde im Juli 2012 wiedereröffnet. Insbesondere nach der Ausgliederung der Profiabteilung sah sich Müller primär für die sportlichen Belange und für die Repräsentanz verantwortlich. Bei den Neuwahlen auf der Versammlung im September 2012 wurde in Abwesenheit von Dieter Müller der als Wirtschaftsexperte bezeichnete Frank Ruhl als neuer Präsident gewählt. Zum Ende der Saison 2012/13 musste der Verein mit neun Millionen Euro Schulden Insolvenz anmelden und wurde in die vierte Liga zwangsversetzt. Dieter Müllers Amtszeit von knapp zwölf Jahren ist die bei weitem längste eines Kickers-Präsidenten.

## Privates
Müllers Sohn starb 1997 im Alter von 16 Jahren an den Folgen eines Hirntumors.
Am 30. September 2012 erlitt Dieter Müller einen Herzinfarkt und lag im Anschluss vorübergehend im Koma. Daraufhin hat er einen Herzschrittmacher erhalten, das Rauchen aufgegeben und seine Ernährung umgestellt.
Am 1. April 2024 feierte Müller seinen 70. Geburtstag mit 130 Freunden und Weggefährten aus dem In- und Ausland in Neu-Isenburg bei Frankfurt am Main, darunter Ex-Bundesligatrainer Helmut Schulte, Fußballfunktionär Heribert Bruchhagen und Weltmeister Rudi Völler. Dabei bedankte er sich bei seiner Frau Johanna Höhl, die ihm 2012 mit Erste-Hilfe-Maßnahmen das Leben rettete.

## Statistik
Nationalmannschaftskarriere
- 12 Länderspiele – 9 Tore
  - 17. Juni 1976 in Belgrad gegen Jugoslawien 4:2 n. V. – 3 Tore nach Einwechslung in der 79. Minute
  - 20. Juni 1976 in Belgrad gegen die Tschechoslowakei 5:7 nach Elfmeterschießen – 1 Tor zum 1:2-Anschlusstreffer (28. Min.)
  - 6. Oktober 1976 in Cardiff gegen Wales 2:0, eingewechselt in der 74. Min. für Uli Hoeneß
  - 23. Februar 1977 in Paris gegen Frankreich 0:1, in der 69. Min. ausgewechselt für Erich Beer
  - 27. April 1977 in Köln gegen Nordirland 5:0 – 1 Tor zum 3:0 in der 65. Min.
  - 30. April 1977 in Belgrad gegen Jugoslawien 2:1 – 1 Tor zur 1:0-Führung in der 12. Min.
  - 8. Juni 1977 in Montevideo gegen Uruguay 2:0 – 1 Tor zum 2:0 in der 90. Min.
  - 14. Juni 1977 in Mexiko-Stadt gegen Mexiko 2:2, ersetzt durch Georg Volkert ab der 46. Min. beim Stande von 0:2
  - 6. Juni 1978 in Córdoba gegen Mexiko 6:0 – 1 Tor zum 1:0 in der 14. Min.
  - 10. Juni 1978 in Córdoba gegen Tunesien 0:0
  - 18. Juni 1978 in Córdoba gegen die Niederlande 2:2 – 1 Tor zur 2:1-Führung in der 70. Min.
  - 21. Juni 1978 in Córdoba gegen Österreich 2:3, ersetzt durch Klaus Fischer in der 61. Min. beim Stand von 1:1
- 6 B-Länderspiele – 6 Tore
- 6 Amateur-Länderspiele – 2 Tore

- 1. Bundesliga
2 Spiele für Kickers Offenbach
248 Spiele für den 1. FC Köln – 159 Tore
30 Spiele für den VfB Stuttgart – 14 Tore
23 Spiele für den 1. FC Saarbrücken – 4 Tore

- DFB-Pokal
39 Spiele für den 1. FC Köln – 41 Tore

- Division 1
93 Spiele für Girondins de Bordeaux – 44 Tore

- Europapokal der Landesmeister; Europapokal der Pokalsieger; UEFA-Pokal
39 Spiele für den 1. FC Köln – 31 Tore
11 Spiele für Girondins de Bordeaux – 6 Tore

## Erfolge
Erfolge mit den Mannschaften
- Deutscher Meister: 1977/78
- Französischer Meister: 1983/84, 1984/85
- DFB-Pokal-Sieger: 1976/77, 1977/78

Individuelle Erfolge
- Torschützenkönig der Bundesliga: 1976/77 (34 Tore), 1977/78 (24 Tore)
- Torschützenkönig des DFB-Pokals: 1976/77 (14 Tore), 1977/78 (8 Tore)
- Torschützenkönig der Europameisterschaft: 1976 (4)
- Jüngster Spieler mit 100 Bundesliga-Toren (23 Jahre, 176 Tage)[10]
- Zweiterfolgreichster Torschütze in der Geschichte des DFB-Pokals (48 Tore)[11]
- Vierterfolgreichster Torschütze in der Geschichte des UEFA-Pokals bzw. der UEFA Europa League (29 Tore)